# Who Shot Ya?
«Who Shot Ya?» (с англ. — «Кто стрелял в тебя?») — песня The Notorious B.I.G., со стороны «Б» его сингла 1995 года, «Big Poppa». Трек был позже выпущен на посмертном альбоме Born Again, переиздании альбома Ready to Die и The Greatest Hits.
Изначально песня была записана для альбома Mary J. Blige My Life и предназначалась для того, что в конечном итоге стало «K. Murray Interlude» (о чём свидетельствует использование на треке того же инструментала); однако, версия Бигги считалась слишком жестокой, чтобы быть помещённой на R&B-альбом, и вместо этого Keith Murray попросили записать его версию. В песне используется семпл из песни David Porter «I’m Afraid The Masquerade Is Over».

## Предыстория
В марте 2008 года Чак Филипс написал статью в американской газете LA Times, в которой назвал Джеймс «Джимми Хенчман» Розмонда организатором нападения на Тупака в 1994 году на студии Quad Studios в Нью-Йорке. В статье утверждается, что Бигги Смоллз и Шон Комбс знали о нападении за неделю до этого. Статья в значительной степени опиралась на анонимные источники и внутренние документы ФБР, полученные Филипсом. После того, как статья была опубликована, веб-сайт The Smoking Gun обнаружил, что документы ФБР были поддельными. В апреле 2008 года газета LA Times напечатала полный текст статьи о Quad Studios. Филипс обвинил редакцию «Таймс» в том, что они заставили его полагаться на поддельные документы ФБР.
В июне 2011 года заключённый из Нью-Йорка Декстер Айзек выступил в качестве одного из анонимных источников Филипса, заявив, что он участвовал в нападении на студии Quad Studios. Филипс заявил LA Weekly, что он потребовал «опровержения на первой странице» в LA Times.

## Скандал

### Лирическая интерпретация
Тупак Шакур и многие его фанаты истолковали эту песню как дисс, насмешку над его ограблением/стрельбой в Манхэттене, Нью-Йорк из-за сроков выпуска песни, спустя 4 месяца после инцидента со стрельбой. Несмотря на то, что трек не содержит конкретного обращения к Тупаку, он содержал подозрительные строчки как в первом, так и во втором куплете.
Композиция вызвала противоречивую реакцию, усугубив войну побережий. Уоллес и Шон Комбс утверждают, что песня была записана несколькими месяцами ранее, а Бигги восклицал в интервью журналу Vibe: «Я написал эту песню задолго до того, как Тупака подстрелили». «Предполагалось, что это будет вступление с участием Кифа Мюррея для альбома Мэри Дж. Блайдж. Но Пафф сказал, что это слишком жестковато».
Несмотря на противоречия, Бигги часто исполнял песню вживую, возможно, чтобы запугать или бросить вызов своему сопернику во время широко разрекламированной вражды, как это видно в биографическом фильме Ноториус, продвигая дальше войну побережий.
Из-за противоречивой природы песни и неоднозначной цели, журнал XXL включил её в статью под названием «8 подсознательных дисс песен, в которых никто не упоминается», которая была опубликована 5 ноября 2010 года, через 15 лет после выхода песни. Статья гласит:
Хотя Бигги и весь его лагерь постоянно отрицали, что «Who Shot Ya?» был направлен на Тупака, время его выхода и предполагаемые подсознательные выстрелы в песне (простите за каламбур) заставляют нас полагать, что это, скорее всего, дисс.

### Ответ от 2Pac
После того, как песня была выпущена, Шакур чувствовал, что песня была направлена на него, вызывая подозрения, что Бигги действительно заранее знал о стрельбе. Это заставило Шакура становиться всё более враждебным по отношению к Бигги, Пафф Дэдди, лейблу Bad Boy Records и всем их партнёрам. Шакур назвал время выхода песни «безвкусным» в интервью журналу Vibe. «Даже если эта песня не обо мне», сказал Шакур Vibe, «вы должны думать так: „я не выпущу эту песню, потому что он может подумать, что это о нём“».
Шакур признал, что выпустил свой дисс"Hit 'Em Up" в ответ на «Who Shot Ya?», ссылаясь на песню в припеве: «Кто стрелял в меня? / Но ваши отморозки не закончили». После этого возникла напряжённость, и до конца своей жизни Шакур продолжал наступление на Бигги и Bad Boy Records.
В отдельном интервью с Vibe он защищал свои атаки на Bad Boy: «Страх стал сильнее любви, и ниггеры сделали то, чего не должны были делать. Они знают в своих сердцах — вот почему они в аду сейчас, теперь они не могут спать. Вот почему они говорят всем журналистам и всем людям: „Зачем они это делают? Они портят хип-хоп и бла-бла-бла, потому что они в аду. Они не могут не могут зарабатывать деньги, они не могут никуда идти. Они не могут смотреть на себя, потому что они знают, что блудный сын вернулся“.

## Наследие
„Who Shot Ya?“ стала одной из самых известных и горячо обсуждаемых песен в американском хип-хопе. MTV описал песню как „использование музыкального искусства, чтобы искусство войны звучало красиво“. The Daily Collegian из Университета Массачусетса в Амхерсте назвал песню „горячим словесным нападением“. Jay-Z, партнёр и бывший одноклассник The Notorious B.I.G., было что сказать о прослушивании песни в первый раз:
Вы так же хороши, как и ваши конкуренты вокруг вас... Вы знаете, когда кто-то ещё подталкивает вас к тому, чтобы действительно усилить вашу игру? Как я уже сказал, я фанат хип-хопа. Люди знают это обо мне. Так что мой друг [Карим] «Биггс» [Бурке] принёс мне песню «Who Shot Ya» [до её выхода]. Он принес её мне на 125-ю улицу в Гарлеме: он запрыгнул в мою машину, оглянулся, поставил песню «Who Shot Ya», а затем вышел и сказал: «Оставь её у себя». Потому что он знал, что я фанат игры. Он знал, что если я услышу «Who Shot Ya», это вдохновит меня на то, чтобы песни стали ещё жарче. Но эта песня была такой безумной. Это просто повлияло на всех. Мир остановился, когда он выпустил «Who Shot Ya»

## Общая информация
Используемый бит основывается на семпле из песни Дэвида Портера „I’m Afraid the Masquerade is Over“ (рус. Я боюсь, что маскарад окончен). В песне есть лирические ссылки на песни Wu-Tang Clan „C.R.E.A.M.“ и Snoop Dogg „Gz Up Hoes Down“, а также „Disco Inferno“ от группы The Trammps.
Песня использовалась в фильме 2002 года 8 миля.

## Появление на альбомах
- Ready to Die (ремастеринговое издание 2004 года)
- Born Again
- Greatest Hits
- „Big Poppa“ (12" сингл на виниле)